# Albert Kazimirski de Biberstein
Albert Félix Ignace Kazimirski, llamado también Albin de Biberstein (Korchów Pierwszy, Zarato de Polonia, 20 de noviembre de 1808 – París, 22 de junio de 1887) fue un orientalista francés de origen polaco, autor de un diccionario Árabe-Francés y de varias traducciones, entre las que destacó la del Corán.

## Biografía
Kazimirski estudió lenguas orientales en la Universidad de Varsovia y más tarde en la Universidad de Berlín. En 1830 participó en el Levantamiento de Noviembre del Zarato de Polonia contra el zar de Rusia y rey de Polonia Nicolás I de Rusia. Como muchos otros conciudadanos, tras la derrota del ejército polaco en septiembre de 1831, optó por exiliarse en Francia, adonde viajó con el historiador Joachim Lelewel.
En 1834, junto a Adam Mickiewicz y Bohdan Zaleski, fundó la Sociedad Eslava de París (Towarszystwo słowiańskie). También escribió un diccionario polaco-francés. Luego se convirtió en un dragomán, proporcionando interpretación de idiomas para los representantes de Francia ante el Levantino échelles, y estuvo adscrito a la misión de Persia.
Contribuyó a la revisión de la segunda traducción del Corán al francés, realizada en 1783 por Claude-Étienne Savary. Más tarde elaboró su propia traducción basándose en las obras anteriores del clérigo italiano Louis Maracci (1698) y del inglés George Sale (1734), que apareció publicada por primera vez en 1840.
Albert Kazimirski de Biberstein está enterrado en el Cementerio de Montrouge.

## Obras
- 1840 [1]): Le Koran, traduction nouvelle faite sur le texte arabe / por M. Kazimirski. París, Charpentier, 511 págs.
- 1860: Dictionnaire arabe-français, contenant toutes les racines de la langue arabe, leurs dérivés, tant dans l'idiome vulgaire que dans l'idiome littéral, ainsi que les dialectes d'Alger et de Maroc. París, Maisonneuve et Cie, 2 vol., 1392 + 2369 págs.
- 1886: Manoutchehri: Poète persan du 11ème siècle de notre ère (du 5ième de l'hégire). París, Klincksieck.
- Dialogues français-persans : précédés d'un précis de la grammaire persane et suivis d'un vocabulaire français-persan.
- Enis el-Djelis ou Histoire de la belle Persane. Conte des Mille et une nuits.